# Driver
『driver』（ドライバー）は八重洲出版が発行する自動車雑誌である。

## 概要
1964年創刊。コンビニで買える大衆誌としては最も古い。雑誌の大きさの関係で価格は異なるが、内容的にベストカー、ホリデーオート、CARトップなどがライバルとなる。2007年2月に創刊1000号を迎えた。
毎月5日と20日の月2回刊だったが、2010年8月号から月刊誌になった（毎月20日発売）。
特集や新型車の解説、試乗リポートが多く、連載記事はあまり多くない。特集では燃費や加減速性能の記事も多い。また、警察や行政を批判する記事や連載が比較的多いのも特徴である。近年は30〜40代の読者をターゲットに80年代から90年代の旧車を取り上げる特集が多い。
グラビアなどは、自動車と関係のない一般のアイドルはもちろんのこと、レースクイーンやモーターショーのコンパニオンも含めてあまり見られない。そのため読者層が幅広く、読者コーナーには小中学生の描いたイラストや投稿が掲載されることもある。
掲載される記事は、日本車が中心である。輸入車も取り上げるが、扱うページ数は日本車よりも少ないことが多い。例外として2006年にドイツ製スポーツカー「YES!」を1年に渡ってカラー2ページで特集記事を組んだぐらいである。
半年に1回の頻度で、国内で販売される自動車をまとめた「オールアルバム」系統の特集号を出すことがある。

## 主な連載、読者コーナー
（2012年5月現在）
- たてうちただし（舘内端）の自動車缶詰
- 熊倉重春のいつでもカウンターステア
- 千葉匠のCAR DESIGN OLD&NEW
- ニコニコドライブ~アンチ高速道路の旅~（下野康史）
- 島下泰久の「ジドウシャのキモチ」
- 今井亮一の「悪い違反者ほどよく眠る」
  - 「覆面パトカーは2度サイレンを鳴らす」から改称
- ケニー中嶋のdriver北米情報局
- d's総研（性能テスト＆インプレッション）
- 月刊バストラ通信
- EV情報館
- DJハギハラのドラテク相談室2（萩原秀輝）

### 読者コーナー
- ぞっこん!私の愛車物語（読者が愛車を自慢するページ）
- 本日、どらいばぁ～日和なり（読者による投稿ページ）

### 過去の連載
- やめときゃよかった？（通称「やめよか」、編集担当者他による旧車生活の実録記）
- 助けて!そやマン
- 木下隆之の愛の直列12気筒
- マッドドッグ三好の俺がのらなきゃ誰が乗る!?
- メチャクチャサーキット（B5時代の読者投稿欄。略称はメチャサー）